# Кианети
Кианети (груз. კიანეთი) — село в Грузии, на территории Болнисского муниципалитета края (мхаре) Квемо-Картли.

## География
Село находится в юго-восточной части Грузии, на левом берегу реки Машаверы, на расстоянии приблизительно 7 километров (по прямой) к западо-юго-западу от города Болниси, административного центра муниципалитета. Абсолютная высота — 642 метра над уровнем моря.

## Население
По результатам официальной переписи населения 2014 года в Кианети проживал 301 человек (149 мужчин и 152 женщины). В национальной структуре населения армяне составляли 87 %, грузины — 11 %, азербайджанцы — 0,7 %.
| Год  | Население, человек |
| ---- | ------------------ |
| 2002 | 492                |
| 2014 | ↘ 301              |